# Distretto di Tapacocha
Il distretto di Tapacocha è un distretto del Perù nella provincia di Recuay (regione di Ancash) con 525 abitanti al censimento 2007 dei quali 312 urbani e 213 rurali.
È stato istituito il 5 marzo 1936.